# Assemblée provinciale du Haut-Katanga
Bureau définitif
Lubumbashi
L'Assemblée provinciale du Haut-Katanga est l'organe législatif de la province du Haut-Katanga, en République démocratique du Congo. Institution clé dans la gouvernance locale, elle joue un rôle essentiel dans la représentation des citoyens, l'élaboration des lois provinciales et le contrôle des actions de l'exécutif provincial.

## Historique
Créée dans le cadre du découpage territorial de 2015, qui a vu l’ancienne province du Katanga être divisée en quatre entités administratives, l’Assemblée Provinciale du Haut-Katanga s'inscrit dans une dynamique de renforcement de la décentralisation. Cette réforme avait pour objectif de rapprocher les institutions publiques des citoyens et de promouvoir un développement socio-économique équilibré dans les provinces nouvellement formées,,.

### Siège

Nouveau bâtiment administratif de l’Assemblée provinciale du Haut-Katanga, dans la ville de Lubumbashi, en République démocratique du Congo

Vue de l’extérieur du bâtiment administratif de l’Assemblée provinciale du Haut-Katanga, situé à Lubumbashi en république démocratique du Congo.

L’Assemblée Provinciale du Haut-Katanga siège à Lubumbashi, la capitale provinciale. Son bâtiment principal, situé dans le centre administratif de la ville, est un symbole de l’autorité législative et un lieu de débat démocratique,,.

## Corps et structure
L’Assemblée Provinciale du Haut-Katanga est composée de membres élus au suffrage universel direct lors des élections provinciales organisées par la Commission Électorale Nationale Indépendante (CENI).

### Membres
L’Assemblée compte 48 députés provinciaux, répartis selon les circonscriptions électorales de la province. Ces membres représentent les divers intérêts de la population du Haut-Katanga et veillent à la prise en compte des besoins locaux dans les politiques provinciales.

### Bureau de l'assemblée
Le Bureau de l’Assemblée est l’organe exécutif interne chargé de la gestion des travaux législatifs et administratifs,. Il est constitué de :
- Un président : chargé de diriger les débats et de représenter l'Assemblée[11],[12].
- Un vice-président : suppléant du président en cas d'absence[13].
- Un rapporteur  : responsable de la documentation et de la rédaction des procès-verbaux.
- Un questeur : chargé de la gestion financière et matérielle.

### Commissions permanentes
L’Assemblée Provinciale s’appuie sur plusieurs commissions permanentes pour examiner les propositions de lois et superviser des secteurs spécifiques,,, notamment :
- La commission Économie, Finances et Infrastructures.
- La commission Environnement et Ressources naturelles.
- La commission Éducation, Santé et Affaires sociales.
- La commission Politique, Administration et Justice.

## Rôles et missions
L’Assemblée Provinciale du Haut-Katanga exerce trois fonctions principales :
1. Législative : élaboration et adoption des édits provinciaux.
2. Contrôle : suivi et évaluation des actions de l’exécutif provincial.
3. Représentation : défense des intérêts des citoyens auprès du gouvernement provincial.

## Défis et enjeux
L'Assemblée Provinciale fait face à plusieurs défis :
- Renforcement de la gouvernance locale : assurer une gestion transparente et efficace des ressources publiques.
- Développement économique : attirer les investissements, notamment dans les secteurs miniers et industriels stratégiques.
- Amélioration des infrastructures : répondre aux besoins en routes, logements et équipements publics.
- Harmonisation des politiques publiques : coordonner les actions entre l’Assemblée et l’exécutif pour un développement intégré.
- Dans un contexte de décentralisation encore en consolidation, l’Assemblée joue un rôle crucial dans la concrétisation des objectifs de développement durable au Haut-Katanga.